# Adirejo (Curup)
Adirejo is een bestuurslaag in het regentschap Rejang Lebong van de provincie Bengkulu, Indonesië. Adirejo telt 1387 inwoners (volkstelling 2010).